# Hawston
Hawston è un villaggio nella Provincia del Capo Occidentale, Sudafrica.
È un villaggio di pescatori situato a nord-est di Mudge Point, 5 chilometri a nord-ovest di Onrusrivier e a 11 chilometri da Hermanus.